# تپه تل تاریخی شهید
تپه تل تاریخی شهید مربوط به دوره هخامنشی است و در شهرستان دشتستان، روستای بنداروز واقع شده و این اثر در تاریخ ۱۱ دی ۱۳۸۰ با شمارهٔ ثبت ۴۵۵۰ به‌عنوان یکی از آثار ملی ایران به ثبت رسیده است.